# Vistlip

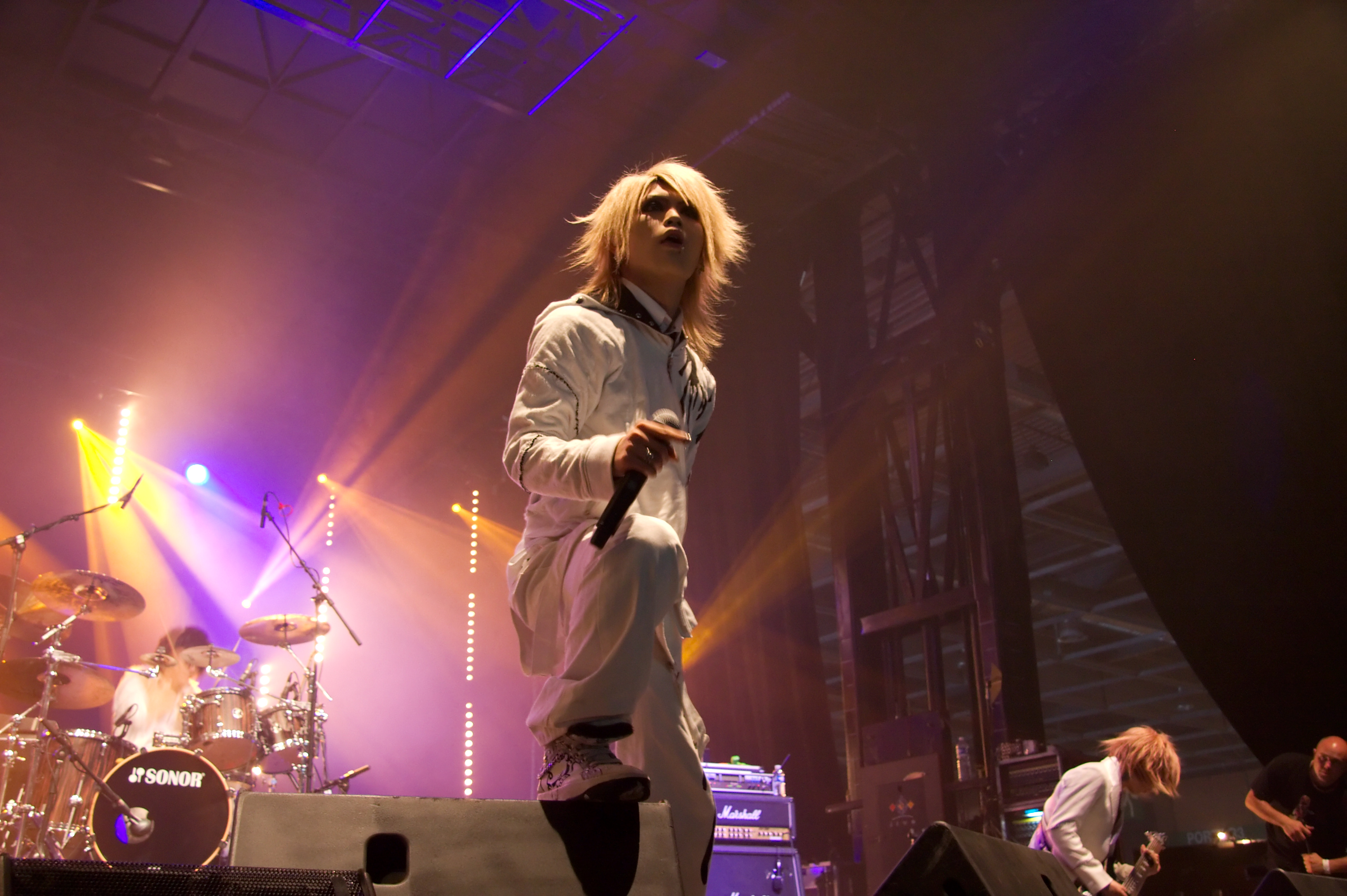
Vistlip live i Paris 2009

Vistlip är ett japanskt alternativ rock-band inom visual kei som startades 2007 i Tokyo och har idag kontrakt med skivbolagen Delfi Sound och Marvelous Entertainment. 

## Medlemmar
- Tomo - voz
- Yuh - guitarra
- Umi - guitarra
- Rui - bajo
- Tohya - batería

## Diskografi

### Album
1. Theater (2009)
2. Order Made (2011)
3. Chronus (2013)
4. Single Collection (2013)
5. Layout (2015)
6. BitterSweet (2017)
7. Style (2018)
8. M.E.T.A (2022)
9. THESEUS (2025)

### Mini album
1. Revolver (2008)
2. Patriot (2009)
3. Gloster (2013)
4. Sense (2016)

### Singlar
1. "Sara" (2008)
2. "Alone" (2008)
3. "Drop Note" (2008)
4. "Ozone" (2009)
5. "Strawberry Butterfly" (2010)
6. "Hameln" (2010)
7. "Sindra" (2011)
8. "Recipe" (2012)
9. "B" (2012)
10. "Shinkaigyo no yume wa shosen / Artist" (2012)
11. "Chimera" (2013)
12. "Period" (2014)
13. "Jack" (2014)
14. "Yoru" (2014)
15. "Overture" (2015)
16. "Cold Case" (2015)
17. "Contrast" (2016)
18. "Snowman" (2016)
19. "It" (2017)
20. "Timer" (2017)
21. "Black Matrix" (2018)

### DVD
1. Bug (December 23, 2009)
2. Gather to the Theater (June 23, 2010)
3. Revelation Space (October 19, 2011)
4. THE END. (28th November, 2012)
5. vistlip oneman live FBA (29th May, 2013)